# Helmuth Johannes Ludwig von Moltke
Helmuth Johannes Ludwig von Moltke (phát âm tiếng Đức: [ˈhɛlmuːt fɔn ˈmɔltkə]; 23 tháng 5 năm 1848, Biendorf – 18 tháng 6 năm 1916, Berlin), còn được gọi là Moltke Nhỏ để phân biệt với người bác của mình là Thống chế Bá tước Moltke, là Tổng tham mưu trưởng quân đội Đức từ năm 1906 cho đến cuối năm 1914. Thời trẻ, ông từng tham gia trong cuộc Chiến tranh Pháp-Đức (1870 – 1871). Trên cương vị là Tổng tham mưu trưởng, tên tuổi ông gắn liền với sự đổ vỡ của kế hoạch đánh nhanh thắng nhanh của Đức vào năm 1914, trong giai đoạn đầu cuộc Chiến tranh thế giới thứ nhất.. Vai trò của ông trong việc triển khai các kế hoạch chiến tranh của Đức và tiến hành cuộc thế chiến là vấn đề còn gây nhiều tranh cãi.

## Tiểu sử
Helmuth von Moltke chào đời tại Mecklenburg-Schwerin và là cháu gọi bằng bác của Helmuth Karl Bernhard von Moltke, vị Thống chế và anh hùng của các cuộc chiến tranh thống nhất nước Đức trong tương lại. Trong cuộc Chiến tranh Pháp-Đức (1870 – 1871), Moltke đã tham gia chiến đấu trong Trung đoàn Phóng lựu số 7, và được ghi nhận vì lòng dũng cảm của mình. Ông học tại Học viện Chiến tranh từ năm 1875 cho đến năm 1875 và gia nhập Bộ Tổng tham mưu vào năm 1880. Vào năm 1882, ông trở thành trợ lý cá nhân của người bác mình, khi đó là Tổng tham mưu trưởng quân đội Đức. Vào năm 1891, sau khi bác của ông từ trần, Moltke được bổ nhiệm làm sĩ quan hầu cận của Wilhelm II, và từ đây ông trở thành một thành viên nhóm giật dây của Hoàng đế. Cuối thập niên 1890, ông ban đầu chỉ huy một lữ đoàn rồi sau đó là một sư đoàn, và cuối cùng được phong cấp Trung tướng vào năm 1902.
Vào năm 1904, Moltke được ủy nhiệm làm Chủ nhiệm Tổng cực hậu cần; trên thực tế, ông là Phó Tổng tham mưu trưởng. Vào năm 1906, ông được cử làm Tổng tham mưu trưởng sau khi Schlieffen về hưu. Việc bổ nhiệm của ông gây tranh cãi trong thời gian đó và cho đến tận ngày nayso today. Những ứng cử viên thích hợp khác cho chức vụ này là Hans Hartwig von Beseler, Karl von Bülow, và Colmar Freiherr von der Goltz. Những người chỉ trích cáo buộc Moltke đã giành được cái ghế Tổng tham mưu trưởng dựa vào sức mạnh của cái tên ông và tình bạn giữa ông với Đức hoàng. Theo lý luận của các nhà sử học, Hoàng đế không muốn cử một người quá gần gũi với Schlieffen kế tục ông, trong khi Bülow và Goltz quá độc lập với Wilhelm và Schlieffen để Hoàng đế có thể thừa nhận họ. Thật sự, tình bạn giữa Moltke với Đức hoàng đã mang lại cho ông những quyền lợi to lớn mà người khác không thể hưởng được. Goltz, ít ra, không thấy có vấn đề gì với việc thực hiện trách nhiệm của Moltke như một Tổng tham mưu trưởng: khi Moltke được đề cử thành công vào chức vụ này, Goltz bày tỏ tâm trạng nhẹ nhõm của mình vì đã không được bổ nhiệm. Goltz nghĩ rằng Moltke xứng đáng có một cơ hội để thể hiện mình và rất ấn tượng với những nỗ lực của ông. Hai người vẫn giữ mối quan hệ thân mật với nhau trong suốt quãng đời còn lại của họ.
Hiểu được những nhược điểm của mình và không tự tin vào năng lực bản thân, Moltke bị sốc khi ông được chỉ định làm Tổng tham mưu trưởng.

### Chiến dịch Marne
Không lâu trước khi Đức khai chiến với phe Hiệp ước và Chiến dịch Marne năm 1914 bùng nổ, trong buổi sáng ngày 1 tháng 8, Đại sứ Đức tại Luân Đôn là Vương công Carl Max Lichnowsky đã gửi đến Ngoại trưởng Đức Gottlieb von Jagow một bản thông điệp rằng Anh sẽ giữ trung lập và cố gắng ngăn chặn Pháp tuyên chiến với Đức, nếu như Đức không thực hiện một hành động gây hấn nào với Pháp và Vùng đất thấp. Nhận được tin này, Hoàng đế Wilhelm II, cảm thấy Đức có thể tránh một cuộc chiến tranh hai mặt trận, đã đọc bản điện báo của Lichnowsky cho vị Tổng tham mưu trưởng 66 tuổi nghe và vui mừng tuyên bố: "Giờ đây chúng ta chỉ đơn thuần đưa toàn bộ quân lực của mình sang phía Đông", để chống lại Nga. Tuy nhiên, Moltke không đồng tình, ông đáp: "Tâu Hoàng thượng, điều đó không thể được thực hiện. Việc triển khai hàng triệu binh lính không thể được tiến hành vội vã mà không có chuẩn bị trước. Nếu như Hoàng thượng cứ nhất nhất đòi dẫn toàn bộ quân lực về phía Đông thì đây sẽ không phải là một đội quân sẵn sàng vào trận mà là một đám người vũ trang vô tổ chức mà không hề được chuẩn bị về lương thảo". Đức hoàng trừng mắt nhìn ông: "Bác của ông sẽ cho ta một câu trả lời khác". Những năm về sau, tướng Hermann von Staab, trưởng khoa đường sắt Đức, đã phản kháng ý kiến của Moltke trong một cuốn sách viết về một bản kế hoạch khẩn cấp mà quân đội Đức đã chuẩn bị trong một tình huống như vậy. Trong khi Đức hoàng vẫn quyết định phải điều quân về hướng Đông, vị tổng tham mưu trưởng nhất quyết phải tiến hành kế hoạch Schlieffen mà các tướng lĩnh Đức đã khổ công gầy dựng trong vòng 20 năm qua: ông trở về đại bản doanh của mìh và khóc. Khi một sĩ quan phụ tá đến đại bản doanh của ông kèm theo mệnh lệnh viết tay của Đức hoàng đòi Moltke phải chấm dứt cuộc hành quân sang phía Tây, Moltke đặt cái bút của mình lên bàn: "Hãy làm điều mà anh muốn với bức điện này: tôi sẽ không ý vào nó." 

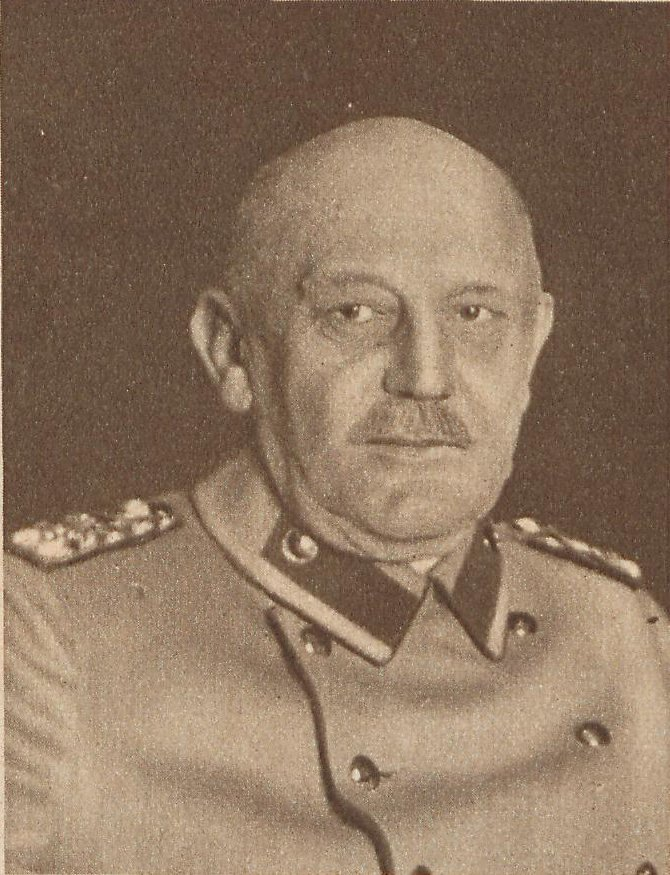
Moltke năm 1914.

Moltke vẫn suy nghĩ ủ ê khi ông được lệnh yết kiến trong hoàng cung. Tại thời điểm này, Lichnowsky đã gửi một bức điện khác, cho biết trong bản báo cáo trước đó của ông ta đã sai lầm, dựa trên một sự hiểu nhầm đối với những nhận định ngoại giao của Grey. Do không còn hy vọng Anh sẽ giữ trung lập cho Pháp nữa,, Đức hoàng nói với Moltke: "Giờ thì ông có thể làm điều mà ông muốn". Điều này chấm dứt cơ hội cuối cùng để hạn chế chuỗi sự kiện diễn ra sau vụ ám sát Thái tử Áo-Hung vào ngày 26 tháng 8, và Moltke trở lại đại bản doanh của mình để làm việc. Tuy vậy, sức khỏe của vị tướng đã suy giảm do vụ mâu thuẫn này. Về sau, ông đã viết về thất bại ban đầu của mình trong việc thuyết phục Hoàng đế tuân thủ kế hoạch Schlieffen: "Đây là trải nghiệm đầu tiên của tôi trong cuộc chiến. Tôi không hề hồi phục từ cú sốc của vụ việc này. Cái gì đó trong tôi đã tan vỡ và kể từ sau đó tôi không còn như trước nữa". Sau khi liên quân Anh-Pháp phản công thắng lợi trong trận sông Marne lần thứ nhất, Moltke đã gửi thư cho Đức hoàng: "Thưa Bệ hạ, chúng ta đã thua cuộc chiến", vào ngày 25 tháng 10 năm 1914, Erich von Falkenhayn kế tục ông làm Tổng tham mưu trưởng.
Moltke có nên bị quy trách nhiệm cho "thất bại" của người Đức trong Chiến dịch Marne năm 1914 hay không là một vấn đề tranh cãi. Một số nhà chỉ trích khẳng định rằng việc Moltke làm suy yếu kế hoạch Schlieffen đã dẫn đến thất bại của Đức. Như các tư liệu cho biết, Moltke, người bận tâm với mối đe dọa từ Nga, đã chuyển nguồn lực của Đức về hướng đông. Trên thực tế, Moltke điều 18 vạn quân sang phía đông trước cuộc chiến tranh. Thêm hàng nghìn quân nữa được vận chuyển từ cánh phải, mà Schlieffen rất chú trọng, sang cánh trái đối mặt với Pháp ở Alsace và Lorraine. Điều gây tranh cãi nhất là vào ngày 28 tháng 8, Moltke dời hai quân đoàn và một sư đoàn kỵ binh từ phía Tây sang phía Đông để tăng viện cho Ludendorff và Hindenburg ngay trước khi Đức giáng cho Nga một thất bại nặng nề trong trận Tannenberg (1914). Một số sử gia đã quy cho hàng loạt cuộc chuyển quân này trách nhiệm đối với phần lớn sự thất bại chiến lược của kế hoạch Schlieffen trong chiến dịch năm 1914. Một số lượng sử gia khác, tiêu biểu là Zuber và S.L.A. Marshall, khẳng định rằng việc Tập đoàn quân số 1 dưới quyền Alexander von Kluck không thể bắt kịp với Tập đoàn quân số 2 dưới quyền Karl von Bülow, dẫn đến sự hình thành một lỗ hổng gần Paris mà quân Pháp lợi dụng, là một nguyên nhân trực tiếp hơn mọi sai lầm của Moltke trong việc thực thi kế hoạch. Những người đồng tình với Schlieffen  không tán thành, và lập luận rằng Moltke đã mất quyền kiểm soát các tập đoàn quân Đức tấn công Pháp trong tháng 8 và do đó không thể trở tay khi trận sông Marne lần thứ nhất diễn ra vào tháng 9. Trong khi Moltke thật sự đã mất liên lạc với các tướng lĩnh trên chiến trường của ông, học thuyết tác chiến của quân đội Đức luôn luôn nhấn mạnh tinh thần chủ động cá nhân về phía các sĩ quan cấp dưới hơn so với các quân đội khác. Các sử gia khác biện luận rằng hàng loạt sự lựa chọn chiến lược mà Moltke đương đầu, cùng với nguy cơ xảy ra cuộc xâm lược của Nga vào Đông Phổ đã làm xao lãng tâm trí của vị tổng tham mưu trưởng trong cuộc tấn công Pháp năm 1914.
Mặc dù trong giai đoạn đầu của chiến dịch, giới chỉ huy quân sự và báo chỉ Đức vẫn tuyên bố chiến dịch diễn tiến tốt đẹp với những chiến thắng của họ, vào ngày 4 tháng 9, Bộ trưởng Ngoại giao Đức, Herr Helfferich gặp ông và mô tả: "Tôi thấy Đại tướng Moltke không hề trong tâm trạng hân hoan nên do chiến thắng gây nên; ông ta lo lắng và buồn bã. Ông ta chứng nhận rằng các lực lượng tiến công của chúng ta chỉ các Paris 48,3 km, 'nhưng', ông ta chua vào, 'chúng ta không được lừa dối bản thân mình. Chúng ta đã có những thành công, nhưng chúng ta vẫn chưa giành được chiến thắng. Chiến thắng nghĩa là sự tận diệt sức kháng cự của địch. Khi các đội quân hàng triệu người giáp mặt nhau, kẻ chiến thắng có tù binh. Tù binh của chúng ta đâu... ? Công việc khó nhọc nhát vẫn phải được tiến hành'". Moltke cũng có lẽ đã bận tâm quá mức đến chiến dịch tấn công bất thành của Đức ở Lorraine, và ông không ban bố một mệnh lệnh nào cho các tập đoàn quân số 1, số 2 và số 3 giữa các ngày 2 và 5 tháng 9 khi trận sông Marne đang diễn ra.

### Hoạt động về sau này

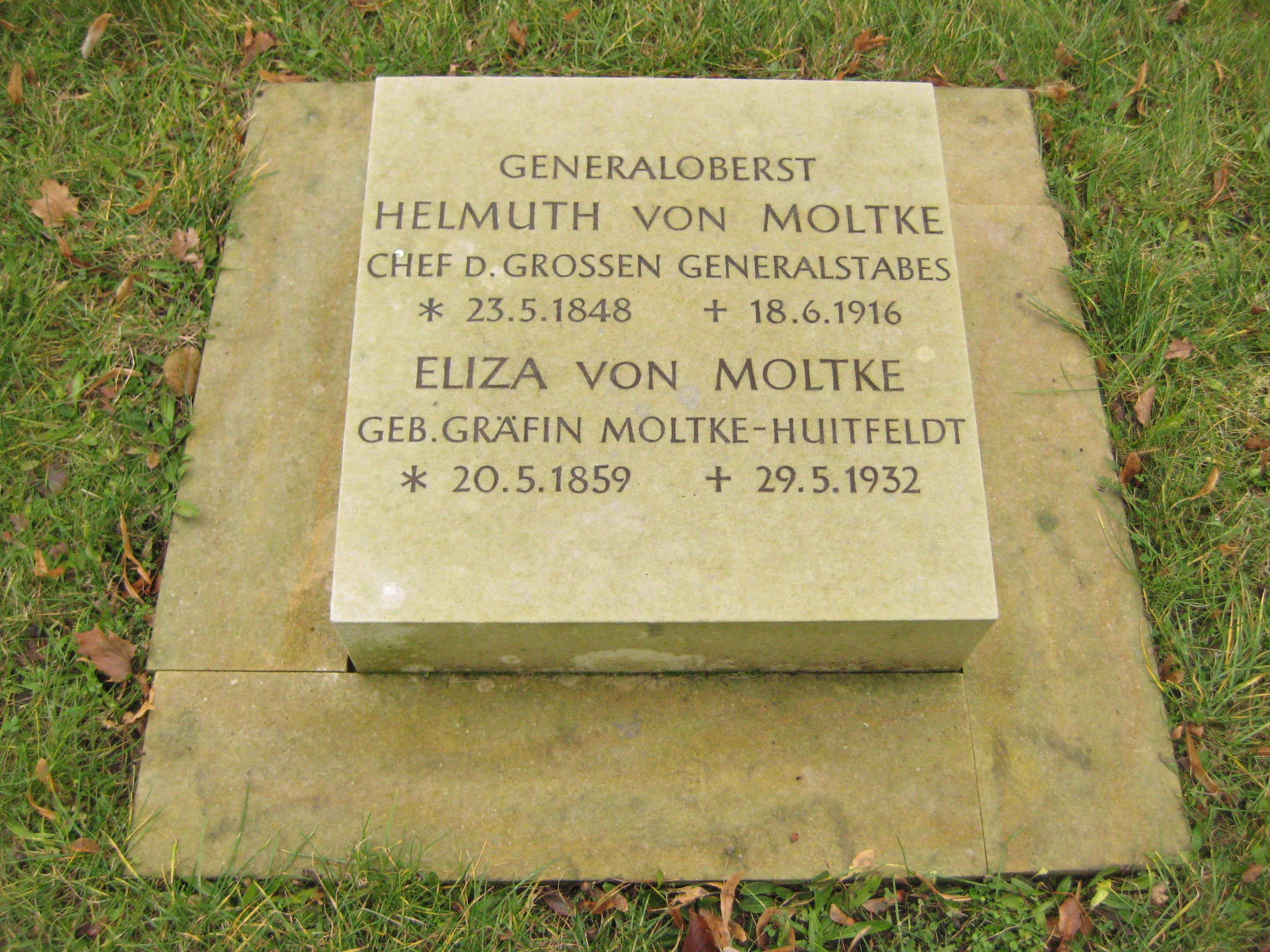
Mộ phần của ông ở nghĩa trang Invalidenfriedhof tại Berlin

Sau khi bị thay thế bởi Falkenhayn, Moltke được lãnh chức trưởng cơ quan thay mặt bộ tổng tham mưu ở chính quốc (Der stellvertretende Generalstab) tại kinh thành Berlin, với nhiệm vụ tổ chức và động viên các lực lượng trừ bị, đồng thời chỉ đạo quân đoàn nội địa của Đức. Sức khỏe của ông tiếp tục suy giảm. Vào ngày 18 tháng 6 năm 1916, trong khi đang mặt niệm cho Thống chế von der Goltz vừa mới mất, ông lên một cơn đột quỵ và từ trần tại Nhà Quốc hội Berlin. Hoàng đế Wilhelm II đã bày tỏ sự thương tiếc:
| “            | Trẫm vừa nhận được tin đau đớn về cái chết đột ngột [của Moltke]. Trẫm không thể nói hết được tâm trạng của mình. Trẫm hồi tưởng với niềm xúc động sâu sắc về bệnh tình của ông ấy vào đầu cuộc chiến, cái mà ông đã lấy việc chuẩn bị tuyệt vời làm mục tiêu cho hoạt động không ngừng nghỉ của ông trên cương vị Tổng tham mưu trưởng Quân đội. Tổ quốc sẽ không bao giờ quên những cống hiến vĩ đại của ông. Chừng nào Trẫm còn sống, Trẫm sẽ mãi nhớ ơn con người chính trực và sáng suốt này, với một nhân cách vàng cùng một trái tim nhiệt huyết và trung kiến với Trẫm và Quân đội. | ” |
| — Wilhelm II | |   |

Ông để lại một cuốn sách mỏng đề tựa Die "Schuld" am Kriege (tạm dịch là Tội phạm chiến tranh), mà ông đã viết vào tháng 11 năm. Người góa phụ của ông là Eliza đã hiệu chỉnh cuốn sách mỏng và dự định xuất bản nó vào năm 1919 vời lời mở đầu của Rudolf Steiner. Tuy nhiên, do những vấn đề mà việc xuất bản cuốn sách này có thể gây ra, bà ta được khuyên không nên làm điều đó. Steiner và Eliza von Moltke mong muốn xuất bản tư liệu này vài tuần trước khi Hòa ước Versailles được ký kết. Qua mô tả về bản chất "lộn xộn" của việc đưa ra quyết định quân sự tại Đức trước chiến tranh, họ dự định dùng cuốn sách mỏng này để phản kháng những cáo buộc của phe Hiệp ước về sự tự ý gây chiến của Đức, và hy vọng cuốn sách sẽ giúp tránh khỏi việc ký kết Điều 231 khét tiếng của Hòa ước, hay còn gọi là "Điều ước tội phạm chiến tranh". Tuy nhiện, nội dung của cuốn sách mỏng đã gây cho giới chỉ huy quân đội và Bộ Ngoại giao Đức bối rối. Tướng Wilhelm von Dommes, nguyên là sĩ quan phụ tá của Moltke, đã được cử đến để khuyên Eliza von Moltke rằng "Berlin không muốn" hồi ức của Moltke. Khi Dommies gặp Eliza, bà tà đã đọc cuốn sách mỏng cho Dommies nghe và trong nhật ký của mình, ông ta nhận xét rằng cuốn sách mỏng chứa đựng nội dung nhảm nhí. Bộ Ngoại giao Đức không muốn cho công chúng biết về kế hoạch Schlieffen, bởi vì, trong bối cảnh Đức hoàng đang sống lưu vong ở Hà Lan, số phận của Wilhelm II lệ thuộc nặng nề vào việc Chính phủ Hà Lan từ chối giao nộp ông cho phe Hiệp ước xét xử, thảm họa có thể sẽ ập đến nếu như dư luận biết được ý định ban đầu của Đức trong việc vi phạm không những quyền trung lập của Bỉ mà còn của Hà Lan.
Thay vì đó, vào năm 1922, người góa phụ của Moltke đã xuất bản các thư từ và hồi ký được hiệu đính của ông dưới tên gọi Erinnerungen, Briefe, Dokumente. Các tài liệu khác của ông được lưu trữ. Ngày nay, các nhật ký của ông đều không còn tồn tại, do phần lớn giấy tờ của ông đã bị người con trưởng của ông là Wilhelm von Moltke đốt vào năm 1945 khi Hồng quân Liên Xô tấn công Berlin. Vì vậy nên cuốn sách mỏng nguyên gốc không còn nữa.